# Criteri de d'Alembert
El criteri de d'Alembert o criteri del quocient és un criteri usat per estudiar la convergència d'una sèrie infinita, on els seus termes són nombres reals o nombres complexos. El criteri va ser publicat per primera vegada per Jean le Rond d'Alembert en 1768

## Enunciat formal
Sigui {\displaystyle (a_{n})_{n\in \mathbb {N} }}, si existeix un nombre {\displaystyle L\,\in \,\mathbb {R} } tal que
{\displaystyle L=\lim _{n\rightarrow \infty }\left|{\frac {a_{n+1}}{a_{n}}}\right|}
aleshores
- si {\displaystyle L<1\!} la sèrie convergeix absolutament
- si {\displaystyle L>1\!} la sèrie divergeix